# منظمة برواكتيفا أوبن آرمز
منظمة برواكتيفا أوبن آرمز هي منظمة غير حكومية كاتالونيا مكرسة للبحث وإنقاذ اللاجئين السوريين الذين يحاولون الوصول إلى الجزيرة. أنشئت المنظمة في أكتوبر 2015، ونفذت أول عملية إنقاذ لها في نفس الشهر من قاعدتها في جزيرة لسبوس اليونانية.
بالإضافة إلى الحفاظ على قاعدة دائمة في جزيرة لسبوس، تنفذ المنظمة عمليات الإنقاذ بثلاث سفن ويخت شراعي أسظرال، منذ عام 2016 أصبحت المنظمة تستخدم بشكل رئيسي لبرامج التوعية؛ غولفوا أزورو وأوبن آرمز على الرغم من انخفاض جمع التبرعات، اعتبارًا من مارس 2018، تعمل الأخيرة فقط بشكل كامل كسفينة إنقاذ، بينما يستخدم أسظرال حاليًا لبرامج التوعية.
في عام 2016، فازت شركة برواكتيفا بالنسخة الأولى من جائزة H.E.R.O. المقدمة من طرف الاتحاد الدولي للإنقاذ البحري في المملكة المتحدة لمساهمة الفريق المتميزة في عملية البحث والإنقاذ البحري بعد مشاركتها في إنقاذ حياة أكثر من 200 شخصا انقلبوا قبالة الشاطئ الشمالي لجزيرة لسبوس.
حصلت المنظمة على العديد من الجوائز الأخرى، بما في ذلك جائزة المواطن الأوروبي التي منحها البرلمان الأوروبي في عام 2016. فيما حصل مؤسسها «أوسكار كامبس»، على لقب جائزة كاتالونيا للعام في عام 2015.